# کوله (کوه)
کوله (به اسپانیایی: Cule) یک کوه در پرو است که در Between the regions of Huanuco Region واقع شده‌است. کوله ۵٬۰۸۰ متر بالاتر از سطح دریا واقع شده‌است.